# Bertiolo
Bertiolo (furlansko Bertiûl) je vas in občina z 2.372 prebivalci (september 2021) v avtonomni deželi Furlaniji - Julijski krajini v Furlanski nižini.

## Naselja
V občini ležijo naselja:
- Bertiolo / Bertiûl
- Pozzecco / Possec
- Screncis
- Sterpo / Sterp
- Virco / Vuirc